# شرمی لی
شِرمی لی کوهن (به انگلیسی: Cherami Leigh) یک هنرپیشه و صداپیشه اهل ایالات متحده آمریکا است. او از سال ۱۹۹۶ تا کنون مشغول به فعالیت بوده است.

## گزیدهٔ آثار

### سینما
- تمپل گراندین (۲۰۱۰)
- مه (۲۰۰۷)
- گرمترین ایالت (۲۰۰۶)

### تلویزیون
- استخوان‌ها (۲۰۱۳)
- بی‌شرم (۲۰۱۴)

### انیمه
- سیلور مون (۱۹۹۳–۱۹۹۲)
- وان پیس (۲۰۰۸)
- سول ایتر (۲۰۰۹–۲۰۰۸)
- میزبان باشگاه دبیرستان اوران (۲۰۰۸)
- دی گری-من (۲۰۰۹)
- ناباری نو او (۲۰۰۹)
- کنیچی: قویترین شاگرد (۲۰۰۹)
- نیمازینی (۲۰۱۰)
- فری تیل (۲۰۱۰–۲۰۰۹)
- سکیری (۲۰۱۲–۲۰۱۰)
- آهنگر مقدس (۲۰۱۱)
- کوروشیتسوجی (۲۰۱۱)
- اسورد آرت آنلاین (۲۰۱۲)
- کوپلیون (۲۰۱۴)
- پاک شده (۲۰۱۶)
- بوروتو: ناروتو نسل‌های بعدی (۲۰۱۸)